# Washington Stecanela Cerqueira
Washington Stecanela Cerqueira, född 1 april 1975 i Brasília, Brasilien, är en brasiliansk fotbollsspelare. Han avslutade sin fotbollskarriär 1 januari 2011.